# 2010 في تشاد
أحداث العام 2010 في  تشاد.

## في السلطة
- الرئيس : إدريس ديبي
- رئيس الوزراء : يوسف صالح عباس (حتى 5 مارس)، إيمانويل نادينغار (من 5 مارس فصاعدًا)

## أحداث

### يناير
- 15 يناير - انتهاء الحرب الأهلية التشادية (2005-2010).

### مايو
- 14 مايو - تشاد تسمح للوكالة الدولية للطاقة الذرية التابعة للأمم المتحدة بالوصول إلى معلومات حول برامجها النووية ومشاركتها. [1]
- 26 مايو ايار - قوات حفظ السلام التابعة للامم المتحدة توافق على الانسحاب من تشاد بحلول نهاية العام. [2]

### يوليو
- 21 يوليو - الحكومة التشادية ترفض اعتقال الرئيس السوداني عمر البشير رغم أنها ملزمة قانونا بالقبض على الشخص مع إصدار مذكرة توقيف له. [3] [4] [5]
- يوليو - سبتمبر - أدت الفيضانات في تشاد إلى نزوح 70 ألف شخص من ديارهم. [6]

### شهر نوفمبر
- لا تزال تشاد تكافح ضد تفشي وباء الكوليرا، حيث بلغ إجمالي عدد الحالات المسجلة في البلاد 5000 حالة. [7] [8]